# Amolops compotrix
Amolops compotrix е вид жаба от семейство Водни жаби (Ranidae).

## Разпространение
Видът е разпространен във Виетнам и Лаос.